# Dracophyllum ramosum
Dracophyllum ramosum är en ljungväxtart som beskrevs av Panch., Adolphe-Théodore Brongniart och Gris. Dracophyllum ramosum ingår i släktet Dracophyllum och familjen ljungväxter. Inga underarter finns listade i Catalogue of Life.